# Kopčić
Kopčić je naseljeno mjesto u općini Bugojno, Federacija Bosne i Hercegovine, BiH.

## Zemljopis
Kopčić je sjedište mjesne zajednice koja obuhvaća dva naseljena mjesta: Kopčić i Koš. Nalazi se na magistralnoj cesti M16 između Bugojna i Donjeg Vakufa na rijeci Vrbas. Za vrijeme rata bio linija razgraničenja i pretrpio teška razaranja. Poznat je po narodnom teferiču - Aliđunu (Sv. Ilija) koji se održava svakog 2. kolovoza još od vremena slavenskih plemena.[nedostaje izvor]
U zadnjih par godina na taj dan se održavaju skokovi u vodu s najviše skakaonice na rijeci Vrbas.[nedostaje izvor]

## Stanovništvo

### Popisi 1971. – 1991.
| Kopčić             |              |              |              |
| godina popisa      | 1991.        | 1981.        | 1971.        |
| Muslimani          | 530 (45,57%) | 428 (42,84%) | 290 (44,68%) |
| Srbi               | 391 (33,61%) | 342 (34,23%) | 240 (36,97%) |
| Hrvati             | 205 (17,62%) | 178 (17,81%) | 117 (18,02%) |
| Jugoslaveni        | 9 (0,77%)    | 46 (4,60%)   | 0            |
| ostali i nepoznato | 28 (2,40%)   | 5 (0,50%)    | 2 (0,30%)    |
| ukupno             | 1.163        | 999          | 649          |

### Popis 2013.
| Kopčić             |              |
| godina popisa      | 2013.        |
| Bošnjaci           | 533 (86,95%) |
| Hrvati             | 58 (9,12%)   |
| Srbi               | 19 (2,99%)   |
| ostali i nepoznato | 6 (0,94%)    |
| ukupno             | 636          |